# Ладыжинский завод ферментных препаратов
Ладыжинский завод ферментных препаратов "Энзим" — предприятие в городе Ладыжин Тростянецкого района Винницкой области Украины.

## История
Строительство завода в посёлке городского типа Ладыжин началось во втором полугодии 1970 года, в январе 1971 года была введена в эксплуатацию первая очередь предприятия, в декабре 1981 года - вторая очередь предприятия.
В советское время завод входил в число ведущих предприятий города.
После провозглашения независимости Украины завод стал крупнейшим производителем ферментных препаратов на территории Украины.
В мае 1995 года Кабинет министров Украины утвердил решение о приватизации завода. В дальнейшем, государственное предприятие было преобразовано в открытое акционерное общество.
В августе 1997 года завод был включён в перечень предприятий, имеющих стратегическое значение для экономики и безопасности Украины.
В 2004 году завод купила винницкая промышленная группа КМТ.

## Деятельность
Предприятие производит ферментные препараты для медицины, ветеринарии и животноводства под торговой маркой "Ензим".